# Dani (Bosiljevo)
Dani is een plaats in de gemeente Bosiljevo in de Kroatische provincie Karlovac. De plaats telt 9 inwoners (2001).